# Курган (станция)

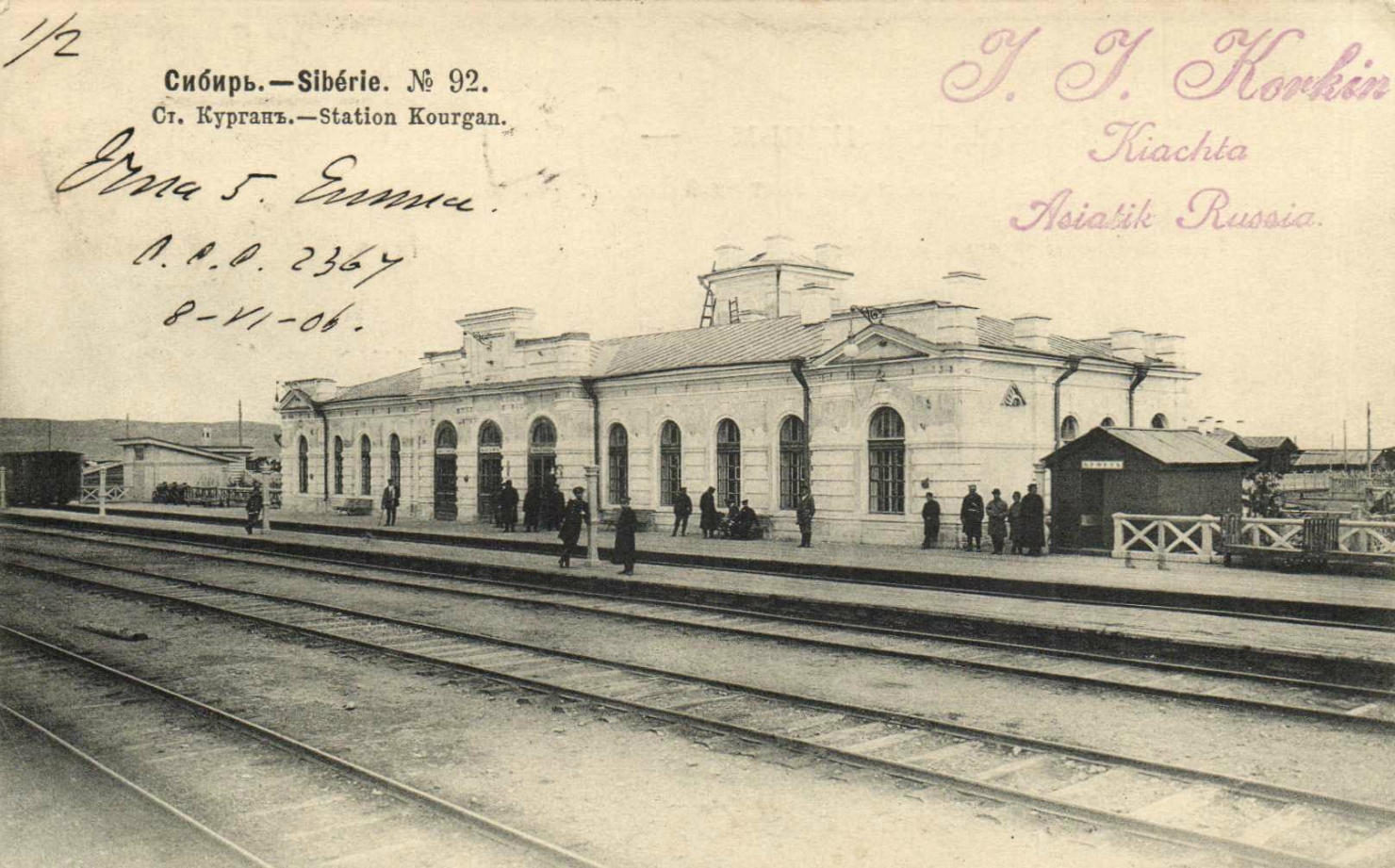
Вокзал станции Курган 1906 год.

Вокзал станции Курган 1957 год.

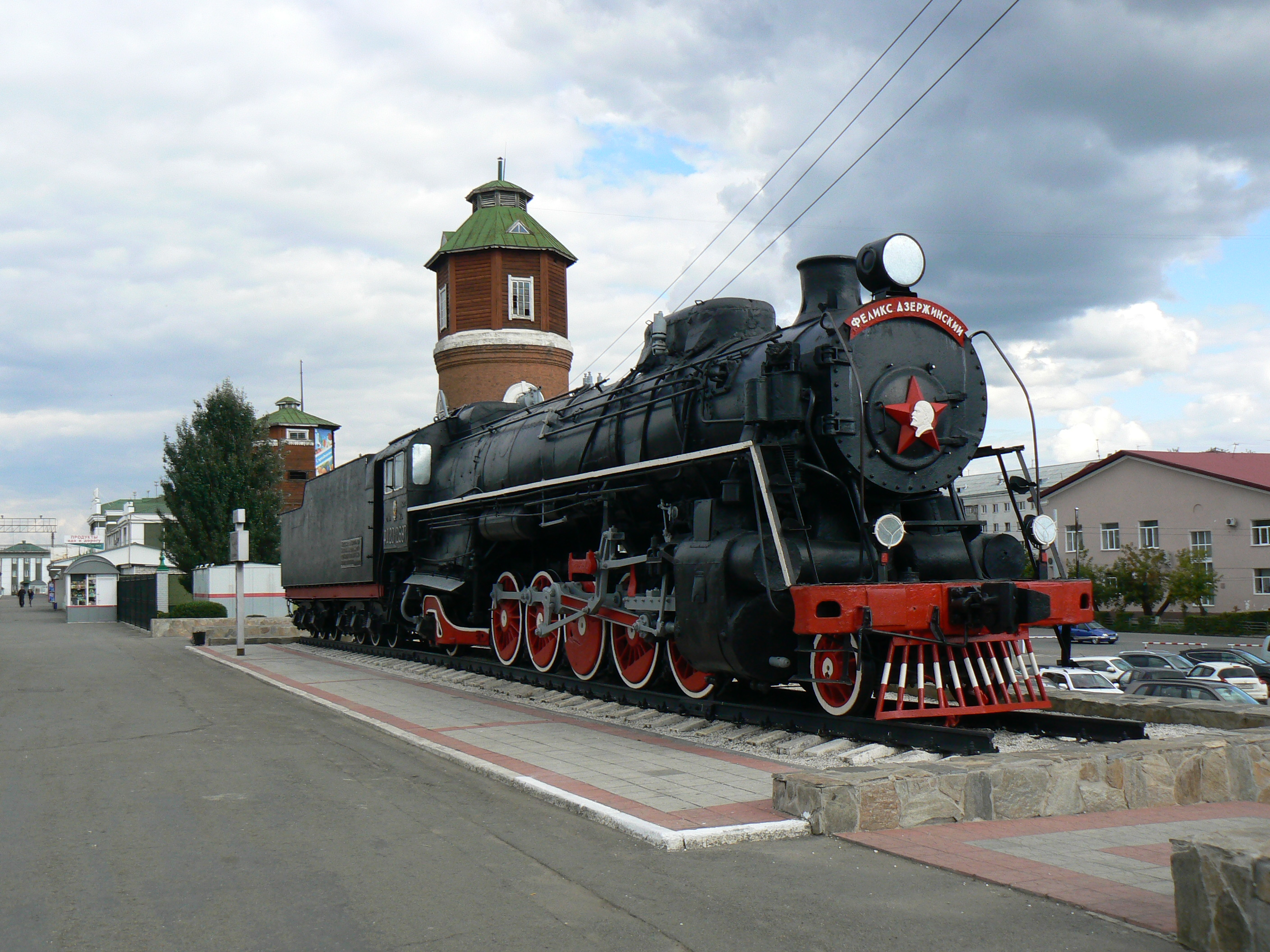
Локомотив-памятник ФД20-2697

Курга́н — узловая железнодорожная станция Южно-Уральской железной дороги в городе Кургане, административном центре Курганской области. На станции располагаются два железнодорожных вокзала (Центральный и Пригородный, расстояние между ними 1 км). Железнодорожный вокзал расположен по адресу: г. Курган, площадь им. Слосмана, 6. Пригородный вокзал расположен по адресу: г. Курган, ул. Станционная, 51.

## Описание
Расстояние до Москвы — 2375 километра (через Самару). Расстояния по железной дороге восточнее Уфы (в том числе и в окрестностях Кургана) отсчитываются через Самару. Станция обслуживает как пассажирские, так и грузовые перевозки. На станции — свыше 40 путей. Есть локомотивное и вагонное депо, гостиница, музей железнодорожного транспорта ЮУЖД.

## История
Станция Курган сооружена при строительстве Западно-Сибирской железной дороги — самого западного участка Сибирской железной дороги, которая начала строиться от станции Челябинск со второй половины 1892 года. Была заложена на 241 версте строящейся дороги и в 1,5 верстах от тогда уездного города Кургана Тобольской губернии, расположенного на берегу реки Тобол. Уже в 1898 году со станции в западном направлении было отправлено более 65 000 тонн зерна, бобовых и муки. После начала работы возле станции возник посёлок, создан врачебно-питательный переселенческий пункт в основном для переселяющихся в Акмолинскую область. В 6 верстах к востоку от станции был построен 6 пролётный железнодорожный мост на 5 быках с кессонами с полупараболическими фермами через реку Тобол, а в 25 верстах построен мост через реку Утяк.
4 октября 1893 года из Челябинска прибыл первый паровоз на станцию. К августу 1894 года железная дорога была доведена до Омска (Омский Пост).
В 1933 году достроена и введена в эксплуатацию линия Курган — Синарская (ныне Каменск-Уральский).
В годы Великой Отечественной войны курганские железнодорожники завоевали Красное Знамя Государственного Комитета Обороны, оставленное коллективу локомотивного депо на вечное хранение.
Станция электрифицирована в 1956 году постоянным током 3 киловольта.

### История вокзала
В 1894 году было построено первое деревянное здание вокзала станции Курган и паровозное депо. Затем появились две водонапорные башни, которые обеспечивали водой технические службы.
В начале 1900 года вместо него было выстроено кирпичное здание вокзала, которое сильно пострадало во время гражданской войны от прямого попадания снаряда. Вокзал долгое время не спешили восстанавливать. Только в конце 1930-х годов в разрушенном здании провели ремонт.
В 1958 году построен новый двухэтажный вокзал, где разместились билетные кассы и залы ожидания. Затем появилось багажное отделение и ресторан. На первом перроне перед входом в здание вокзала был установлен памятник Иосифу Сталину, демонтированный во время борьбы с культом личности Сталина. В 1964 году на привокзальной площади был установлен памятник основателю города Тимофею Невежину, созданный скульптором Анатолием Ивановичем Козыревым. В 1990 году памятник был демонтирован для реставрации, но впоследствии утилизирован. 25 августа 2017 года открыт памятник Тимофею Невежину (установлен 23 марта 2017 года) работы скульптура Ольги Юрьевны Красношеиной. Напротив памятника установлено декоративное сооружение «Герб города Кургана».
Здание вокзала неоднократно реконструировалось, перестраивалось и расширялось. Очередная реконструкция была в 2010 году. В настоящее время вокзал адаптирован для пассажиров малой мобильности (имеются пандусы и лифт) и оснащен рамками-металлодетекторами, информационными табло с расписанием прибытий и отправлений ближайших поездов, камерой хранения ручной клади и крупногабаритного багажа, круглосуточными комнатами длительного отдыха, комнатой матери и ребёнка, комнатой творческого развития ребёнка, сервисным центром, кафе, медицинским пунктом, комнатами с душем.
Возле вокзала установлен 1 августа 1980 года памятник-паровоз ФД20-2697, памятник железнодорожникам — Героям Социалистического Труда и памятник дважды почётному железнодорожнику В. М. Слосману (1920—1997).

### Пригородный вокзал
Двухэтажное здание Пригородного вокзала построено в 1974 году. Фундамент — бетонные блоки, стены — бетонные блоки, кровля — стропильная, здание оборудовано центральным отоплением, холодным и горячим водоснабжением, канализацией, энергоснабжением.
Около вокзала установлены декоративные сооружения «Локомотив» и "Электропоезд «Ласточка».

### Музей истории
В административном здании (ул. Станционная, 19) есть Музей истории Курганского региона Южно-Уральской железной дороги.
Около здания установлены памятник первому российскому паровозу Е.А. и М. Е. Черепановых и памятник в честь боевых и трудовых заслуг зауральских железнодорожников (колёсная пара электровоза).

## Пассажирское сообщение

### Пригородное сообщение по станции
| № поезда    | Маршрут движения           | Статус    | № поезда    | Маршрут движения           | Статус    |
| ----------- | -------------------------- | --------- | ----------- | -------------------------- | --------- |
| Экспресс    | Курган — Екатеринбург      | действует | Экспресс    | Екатеринбург — Курган      | действует |
| Пригородный | Курган — Каменск-Уральский | действует | Пригородный | Каменск-Уральский — Курган | действует |
| Экспресс    | Курган — Челябинск         | действует | Экспресс    | Челябинск — Курган         | действует |
| Пригородный | Курган — Шадринск          | действует | Пригородный | Шадринск — Курган          | действует |
| Пригородный | Курган — Шумиха            | действует | Пригородный | Шумиха — Курган            | действует |
| Пригородный | Курган — Щучье             | отменён   | Пригородный | Щучье — Курган             | отменён   |
| Пригородный | Макушино — Курган          | действует | Пригородный | Курган — Макушино          | действует |
| Пригородный | Петухово — Курган          | действует | Пригородный | Курган — Петухово          | действует |
| Пригородный | Пресногорьковская — Курган | отменён   | Пригородный | Курган — Пресногорьковская | отменён   |

### Дальнее следование по станции
По состоянию на 2021 год по графику через станцию курсируют следующие поезда дальнего следования:

#### Круглогодичное движение поездов
| № поезда | Маршрут движения                | № поезда | Маршрут движения                |
| -------- | ------------------------------- | -------- | ------------------------------- |
| 11       | Владивосток — Самара(отменён)   | 12       | Самара — Владивосток(отменён)   |
| 135/136  | Екатеринбург — Челябинск        | 135/136  | Челябинск — Екатеринбург        |
| 59       | Новокузнецк — Кисловодск        | 60       | Кисловодск — Новокузнецк        |
| 83       | Караганда — Москва              | 84       | Москва — Караганда              |
| 89       | Петропавловск — Москва(отменён) | 90       | Москва — Петропавловск(отменён) |
| 97       | Тында — Кисловодск              | 98       | Кисловодск — Тында              |
| 127      | Красноярск — Адлер              | 128      | Адлер — Красноярск              |
| 201/211  | Красноярск — Анапа              | 202/212  | Анапа — Красноярск              |
| 203      | Томск — Анапа                   | 204      | Анапа — Томск                   |
| 113      | Алма-Ата — Казань               | 114      | Казань — Алма-Ата               |
| 315      | Ташкент — Екатеринбург(отменён) | 316      | Екатеринбург — Ташкент(отменён) |
| 849      | Курган — Екатеринбург(ласточка) | 850      | Екатеринбург — Курган           |

(ласточка)

#### Сезонное движение поездов
| № поезда | Маршрут движения                      | № поезда | Маршрут движения                      |
| -------- | ------------------------------------- | -------- | ------------------------------------- |
| 205      | Иркутск — Анапа                       | 206      | Анапа — Иркутск                       |
| 229      | Северобайкальск — Анапа(отменён)      | 230      | Анапа — Северобайкальск(отменён)      |
| 235      | Тында — Анапа                         | 236      | Анапа — Тында                         |
| 241      | Иркутск — Адлер                       | 242      | Адлер — Иркутск                       |
| 243      | Новокузнецк — Анапа                   | 244      | Анапа — Новокузнецк                   |
| 249      | Новокузнецк — Имеретинский курорт     | 250      | Имеретинский курорт — Новокузнецк     |
| 251      | Барнаул — Адлер                       | 252      | Адлер — Барнаул                       |
| 269      | Чита — Имеретинский курорт            | 270      | Имеретинский курорт — Чита            |
| 273      | Северобайкальск — Имеретинский курорт | 274      | Имеретинский курорт — Северобайкальск |